# Boreonymphon ossiansarsi
Boreonymphon ossiansarsi är en havsspindelart som beskrevs av Knaben, ? in Just, J. 1972. Boreonymphon ossiansarsi ingår i släktet Boreonymphon och familjen Nymphonidae. Inga underarter finns listade.